# Ралуца Стреметурару
Ралука Стреметурару (рум. Raluca Strămăturaru; 22 листопада 1985, м. Сіная, Румунія) — румунська саночниця, яка виступає в санному спорті на професіональному рівні з 2005 року. Дебютує в національній команді як учасник зимових Олімпійських ігор, досягши 21 місця в 2010 році в одиночних змаганнях. Такі ж скромні результати на світових форумах саночників, лише на європейських змаганнях пробивалася на 10-е місце й змогла кваліфікуватися на зимову Олімпіаду в 2010 році.